# Katrineholms kammarkör
Katrineholm kammarkör är en blandad kör - huvudsakligen en amatörkör - verksam i Katrineholmsområdet. 
Kören skapades 1974 av kantorn och läraren Ingemar Peterson (1926–2016). Peterson var körens dirigent ända till våren 2009, då han ledde en avskedskonsert i Floda kyrka, där han tidigare varit verksam som kantor.
Katrineholms kammarkör har sedan starten haft en blandad sakral och profan repertoar – från 1500-talet och framåt. Körklangen har hämtat inspiration från Eric Ericson. År 1986 utsågs Katrineholms kammarkör till Årets kör vid körstämman i Skinnskatteberg. Dessförinnan hade man 1982 fått delat förstapris vid en körtävling i ungerska Debrecen. Kören har turnerat i flera europeiska länder. Ett av körens stora framträdanden hemma i Katrineholm var när man tillsammans med Musiksällskapet i Katrineholm – nu Katrineholms symfoniorkester – framförde Björn Ulvaeus och Benny Anderssons musikal Chess hösten 1990. Bland andra större framträdanden märks Joseph Haydns Skapelsen och Johann Sebastian Bachs Johannespassionen.
En regelbundet återkommande tradition är en advents- och julkonsert – av teologiska skäl nu kallad adventsvesper – i Nävertorps kyrka, Katrineholm.
Katrineholms kammarkör har sedan 1979 givit ut fyra LP-skivor samt ett kassettband med julsånger. Samtliga fyra LP-skivor har på omslaget en trädstam med lindelöv av Katrineholmskonstnären Calle Jonzon (död 2008).
Ingemar Peterson har även varit dirigent för Katrineholms manskör, Floda kyrkokör och Nävertorps kyrkokör. Han har dessutom varit ordförande i Katrineholms kammarmusikförening.

## Diskografi

### LP-skivor
- Katrineholms kammarkör (1979, skivbolag: Falk)
- Katrineholms kammarkör i 'Söderman'land (1982, utgiven på egen etikett)
- 10 år med Katrineholms kammarkör (1984, utgiven på egen etikett)
- Ännu - Katrineholms kammarkör (1989, utgiven på egen etikett)

### Kassettband
- O helga natt: Sånger till jul (1985, utgiven på egen etikett)